# ワケル＝ウズ＝ザマン
ワケル＝ウズ＝ザマン将軍（ベンガル語: জেনারেল ওয়াকার-উজ-জামান; 英語: General Waker-uz-Zaman OSP, SGP, PSC; 1966年9月16日生）はバングラデシュ陸軍の四星将軍であり、2024年6月23日以降同陸軍の参謀総長を務める。参謀総長就任前は同陸軍の参謀局長や国軍局第15代主席参謀を歴任した。参謀総長就任から1月後、非協力運動を受けてシェイク・ハシナ首相の辞任を発表した。

## 生い立ちと教育
ワケルは1966年9月16日、シェルプル県に生まれた。彼はバングラデシュ国防学校を卒業後、イギリスの統合軍指揮幕僚大学で学んだ。彼はバングラデシュで防衛学修士号（master's degree）を、ロンドン大学キングス・カレッジで防衛学文学修士（Master of Arts）をそれぞれ修得している。

## 経歴
ワケルは1985年にバングラデシュ士官学校第13期生として東ベンガル連隊に配属された。
彼は長い軍歴の中で、下士官学校（NCOA）、歩兵・戦術学校（SI&T）、バングラデシュ平和維持活動訓練所（BIPSOT）の共感を務めた。彼は国際連合リベリア・ミッションおよび第一次国際連合アンゴラ検証団に参加している。陸軍司令部軍務次官補、軍務次官補、軍務次官補を歴任している。陸軍保安部隊に所属し、東ベンガル第17連隊を指揮した。ダッカでは第46独立歩兵旅団を指揮し、2013年と2017年に2度、陸軍司令部のバングラデシュ陸軍軍務長官に任命された。
その後、司令長官兼サヴァル常駐地司令官として第9歩兵師団に着任した。2020年11月30日には中将に昇格し、国軍局第15代主席参謀へと任じられた。化学兵器禁止条約バングラデシュ国内委員会の委員長、バングラデシュ国防大学校の運営をそれぞれ歴任した。
2023年12月29日、バングラデシュ陸軍の参謀局長（Chief of General Staff, CGS）に任じられた。ワケル将軍は常駐地公立学校・大学中央調整委員会（Central Coordination Committee of Cantonment Public Schools and Colleges）の委員長代行も務めている。2024年6月11日、バングラデシュ政府は彼を次期陸軍参謀総長に任命した。

## 暫定政権樹立
2024年8月5日、2024年バングラデシュクオータ制度改革運動を受けたシェイク・ハシナ首相がバングラデシュを出国後、ワケルは暫定政権樹立の意向を表明し、デモ参加者に対する暴力を軍が捜査するとともに、政権委譲を約束した。ノーベル賞受賞者のムハマド・ユヌス教授率いる暫定政権のメンバーは、シェイク・ハシナ辞任に伴う内閣総辞職から3日後の8月8日に宣誓するとした。陸軍総長ザマン将軍は宣誓式を午後8:00から、400人ほどの来賓者を招いて行うと述べた。
彼は暫定政権は15人からなると示唆したが、一方で名簿・役職を開示しなかった。

## 私生活
彼はムスタフィズール・ラフマン将軍の長女 Begum Sarahnaz Kamalika Rahman と結婚し、2人の娘を設けた。義父ラフマン将軍はバングラデシュ陸軍参謀局長を1997年12月24日から2000年12月23日まで務めた。彼はシェイク・ハシナ首相のおじであり、従ってワケルの妻はハシナの従姉妹である。